# سنشري
سنشري (بالإنجليزية: Century)‏ هي مدينة أمريكية تقع في ولاية فلوريدا. تبلغ مساحة هذه المدينة 8.7 (كم²)،ويبلغ عدد سكانها 1714 نسمة حسب إحصاء سنة 2010 م 1714.تشير إحصاءات سنة 2000م بأن الكثافة السكانية في هذه المدينة تقدر بـ(197) نسمة/كم2 

## أعلام
- دونالد هايز
- ليونارد وايت
- إد موريس